# Дак Нонг
Дак Нонг (виј. Đắk Nông) је једна од 58 покрајина Вијетнама. Налази се у региону Централна Висораван (Вијетнам). Заузима површину од 6.516,9 km². Према попису становништва из 2009. у покрајини је живело 489.382 становника. Главни град је Жја Нгија.